# Para jonowa
Para jonowa – układ anionu i kationu powiązanych oddziaływaniem elektrostatycznym.
Jony w parach jonowych mogą być z sobą mniej lub bardziej silnie związane:
- luźne pary jonowe, występują wtedy, kiedy nie istnieją silne oddziaływania kationów i anionów między sobą. Możliwe jest to w silnie rozcieńczonych elektrolitach, w których niskie stężenie jonów powoduje, że prawdopodobieństwo zderzenia się ich jest pomijalne małe.
- pary jonowe rozseparowane - istnieją wtedy, kiedy co prawda stężenie jonów w elektrolicie lub krysztale jest już stosunkowo wysokie, ale istnieją bariery uniemożliwiające bezpośredni kontakt jonów. W cieczy rozseparowanie zachodzi na skutek solwatacji, czyli otaczania jonów szczelną otoczką cząsteczek rozpuszczalnika na skutek słabych oddziaływań elektrostatycznych między jonem i rozpuszczalnikiem. W krysztale rozseparowanie może następować na skutek np. zamknięcia jonów w siatce krystalicznej i zablokowania swobody jego przemieszczania się.
- pary jonowe związane - istnieją w elektrolitach ciekłych, w których występuje duże stężenie jonów. Jony te nadal są zsolwatowane, czyli otoczone cząsteczkami rozpuszczalnika, ale grupują się parami anion-kation. Między anionem i kationem nie istnieje jednak bezpośrednie wiązanie chemiczne, gdyż uniemożliwia to otoczka solwatacyjna.

Istnienie par jonowych rozseparowanych i związanych wyjaśnia wiele mechanizmów reakcji chemicznych.